# Super Mario World
Super Mario World, в Японии известная как Super Mario World: Super Mario Bros. 4 (яп. スーパーマリオワールドスーパーマリオブラザーズ4 Су:па: Марио Ва:рудо: Су:па Марио Бурадза:дзу Фо:) — платформер, выпущенный компанией Nintendo для Super Nintendo Entertainment System (SNES) в 1990 году. Производством игры занималась студия Nintendo Entertainment Analysis and Development под руководством Сигэру Миямото и Такаси Тэдзуки. Super Mario World попала в стартовую линейку игр SNES.
По сюжету Марио и Йоши должны спасти Страну Динозавров (англ. Dinosaur Land) от тирании Боузера — главного антагониста серии.  Марио и его брату, Луиджи, предстоит путешествие через семь миров, в конце каждого из которых они должны победить босса. Игровой процесс Super Mario World схож с предыдущими играми франшизы. Однако появились новые, увеличивающие способности главного героя, бонусы, которые были перенесены в последующие игры серии. В Super Mario World впервые появился динозавр Йоши, спутник и скакун главного героя во многих последовавших играх с участием Марио.
Игра была тепло встречена критиками и имела огромный успех среди игроков, став бестселлером — по всему миру было продано более 20 млн. экземпляров. Многие профильные издания называли её одной из лучших игр в истории. Согласно продажам, Super Mario World занимает первое место среди всех игр, выпущенных для SNES. Благодаря своей популярности Super Mario World была портирована на различные игровые платформы нескольких поколений и входила в состав некоторых сборников.

## Сюжет
Сюжет игры продолжает события, описанные в Super Mario Bros. 3. После спасения Грибного Королевства братья Марио и Луиджи отправляются в отпуск, в Страну Динозавров. Однако во время отдыха на пляже  исчезает принцесса Пич. Когда Марио и Луиджи просыпаются, они отправляются на её поиски и вскоре находят в лесу гигантское яйцо. Из него вылупляется динозавр по имени Йоши, который рассказывает героям, что его друзья тоже были заключены в аналогичные ловушки. Вскоре Марио и Луиджи понимают, что все эти перипетии — дело рук злодея Боузера и его слуг. Вместе с Йоши они отправляются спасать принцессу и друзей динозаврика.

## Игровой процесс

Марио путешествует на Йоши. В центральной верхней части экрана расположена ячейка с пауэр-аппом, что является новшеством для игр этой франшизы. Некоторые издания критиковали графику игры называя её всего лишь модернизированным вариантом предыдущей части

Игрок управляет персонажем (Марио или Луиджи) от третьего лица. Прохождение игры осуществляется с помощью навигации на двух экранах: карты мира и самого игрового уровня. На карте мира представлены примерные параметры текущей игровой локации и имеются несколько путей её прохождения, ведущих от начала карты к конечной цели — замку. Маршруты карты, по которым перемещается главный герой, соединены между собой подсвеченными значками: крепостей, т. н. домов призраков (англ. Ghost house) и т. д. Они позволяют игроку выбирать различные пути прохождения. Перемещаясь на значок той или иной локации персонаж получает доступ на игровой уровень. Бо́льшая часть игры происходит на этих уровнях, которые наполнены препятствиями и врагами, а игрок волен проходить их различными способами. В конце каждого мира происходит битва с боссом — одним из Купалингов. В финале игры игрок должен победить главного антагониста — Боузера. Врагами на пути являются черепахи, броненосцы, динозавры и др.
В дополнение к пауэр-аппам из предыдущих частей франшизы, таким как «Супер гриб» (превращает маленького Марио в большого) и «Огненный цветок» (позволяет ему стрелять файерболами), был добавлен новый бонусный костюм — «Волшебный плащ» (значок пера) — с помощью которого Марио может летать и пари́ть. С точки зрения игровой механики он был схож с костюмом енота из Super Mario Bros. 3, который в Super Mario World был удалён. Помимо него, разработчики решили отказаться ещё от нескольких бонусов из приквела: костюма лягушки (англ. Frog Mario), экипировки с молотками (англ. Hammer Mario) и костюма енота, превращающегося в статую (англ. Tanooki Mario). В свою очередь, в игру был добавлен новый элемент (т. н. «запасной предмет») — расположенная в верхней центральной части экрана ячейка. Этот бонус работает по определённой схеме, например, если управляемый персонаж имеет «Огненный цветок» и получает «Супер гриб», то гриб сохраняется в дополнительную ячейку. Запасной пауэр-апп активируется автоматически в случае, если главного героя касается враг. Помимо этого этот пауэр-апп может быть использован посредством нажатия кнопки на геймпаде. Кроме того, в игре появился т.н. «кручёный прыжок», который позволяет разбивать игровые блоки под главным героем.
В Super Mario World Марио может путешествовать на динозавре Йоши, который способен проглотить большинство врагов. Если Йоши пытается съесть противника, то он, прежде чем проглотить, удерживает его во рту в течение опредёленного периода времени; в этот момент он может выплюнуть свою жертву и поразить ей других врагов. Если Йоши удерживает цветные панцири купа во рту, то он получает специальные способности: синий панцирь позволяет Йоши летать, при помощи жёлтого он испускает вихрь, который поражает врагов вокруг него, а красный панцирь позволяет Йоши изрыгать три огненных шара. Мигающие панцири позволяют герою получить все три способности, в то время как зелёные панцири — ни одной. По умолчанию Йоши окрашен в зелёный цвет, но также можно найти синего, жёлтого и красного динозавра (каждый с индивидуальными способностями); их можно получить отыскав в Звёздном мире яйца соответствующего цвета (англ. Star World). Во время проглатывания цветного панциря эти динозавры получают соответствующую способность в дополнение к своему цвету.
В Super Mario World имеется многопользовательский режим, который позволяет двум игрокам проходить игру по очереди, чередуя ходы на карте мира; первый игрок управляет Марио, второй — Луиджи. В игре присутствует большое количество скрытых секретов, таких как сокращения пути, бонусные уровни и т. д. Всего в игре 74 игровых зон и 96 выходов из них; как и в Super Mario Bros. 3 — игровой уровень возможно пройти несколькими способами. Вместе с тем, персонаж игрока может попасть на секретный уровень, и для этого он должен найти специальный ключ и доставить его к особой замочной ячейке. Исследовав эти секретные уровни можно получить доступ к бонусным уровням, к таким как Специальный Мир (англ. Special World). Полностью пройдя эту локацию, игрок может поменять цвет некоторых спрайтов, а также изменить цветовую гамму карты мира с помощью ввода специального кода.

## Разработка
Игра была разработана под руководством Такаси Тэдзуки. Продюсером выступил Сигэру Миямото, создатель серии игр Mario и The Legend of Zelda, графическим дизайном занимался Сигэфуми Хино (англ. Shigefumi Hino). Производство игры было поручено студии Nintendo EAD, возглавляемой Миямото. На разработку игры ушло три года, команда состояла из шестнадцати человек. Позже Миямото заявил, что чувствовал, в игру ещё можно было добавить гораздо больше идей, однако разработка приближалась к концу. Тем не менее продюсер высказал надежду, что последующие игры SNES позволят реализовать более насыщенное эмоциональное содержание и более глубокие сюжеты.
По словам Миямото, он ещё во времена работы над Super Mario Bros. хотел создать для Марио спутника — динозавра. Тем не менее, инженеры Nintendo не могли воплотить его идеи в жизнь из-за скромных технических возможностей NES. Позже Миямото сказал: «Благодаря SNES мы наконец-то смогли переместить Йоши с эскизов на экраны». Super Mario World была выпущена в Северной Америке осенью 1991 года, одновременно с выпуском приставки SNES.

### Переиздания
После успеха Super Mario World игра была выпущена в специальной версии сборника Super Mario All-Stars под названием Super Mario All-Stars + Super Mario World, который был издан в 1993 году на территории США и Европы как часть комплекта «Super Mario Set» — вместе с приставкой Super Nintendo. В этой версии Луиджи имеет свой собственный спрайт (в оригинале, спрайт Луиджи был просто перекрашенным вариантом Марио), в то время как остальные аспекты игры остались без изменений. В 1995 году две китайских фирмы, известные как Hummer Team и JY Company, портировали без использования лицензии версию Super Mario World для SNES на приставку прошлого поколения NES. Super Mario World была одной из первых игр, которые были анонсированы для сервиса Wii Virtual Console; этот порт был выпущен 2 декабря 2006 года в Японии, 5 февраля 2007 года в США и 9 февраля 2007 года в Европе. В 2013 году эта версия игры была выпущена на Virtual Console для Wii U. В 2016 году аналогичная версия была издана на New Nintendo 3DS.

#### Super Mario World: Super Mario Advance 2

Игра претерпела ряд успешных переизданий, в том числе в сборнике All-Stars + Super Mario World (на приставке SNES) и в версии для консоли GBA — Super Mario Advance 2

В 2001-2002 гг. Super Mario World была портирована на консоль Game Boy Advance (GBA) под названием Super Mario World: Super Mario Advance 2. В этой версии игры некоторые уровни получили незначительные изменения и был убран режим для двух игроков. Тем не менее, Луиджи присутствовал в игре, но уже в качестве альтернативного персонажа с индивидуальными функциями — он мог прыгать выше, чем Марио, однако бежал гораздо медленнее. Также, когда в этой версии Луиджи передвигается на Йоши, то динозаврик не проглатывает врага сразу, и тем самым позволяет Луиджи выплюнуть его в другого антагониста и убить обоих. Выбирать между двумя персонажами можно на экране смены уровня. Оба главных героя были озвучены Чарльзом Мартине.

### Музыка
Кодзи Кондо сочинил музыку, звучащую в Super Mario World, используя только электронную клавиатуру. Вся исполняемая в игре музыка, за исключением мелодий, звучащих на титульном экране, титрах, экране выбора уровня и во время битвы с Боузером — вариации одной и той же музыкальной темы. Мелодия звучит в тональности фа мажор на стандартных уровнях. Она замедляется и звучит с эффектом «эхо» в пещерах. В то же время, она исполняется в медленной, волнообразной манере (вальсовый размер 3/4) на подводных уровнях (что является традицией для подводных уровней в серии игр Mario). На фоне воздушных и лесных уровней мелодия звучит в более быстром темпе для того, чтобы акцентировать более рискованную атмосферу. Вариация мелодии в за́мках — симфоническая версия в фа миноре. Данная вариация придаёт мелодии более драматичный тон.
Тему из Super Mario Bros. можно услышать в особой локации под названием «Special World», в которую можно попасть только при помощи бонусов. При езде на Йоши музыкальное сопровождение любого уровня сопровождается звуками бонго.
Мелодии из надземного уровня и локации «за́мок» присутствуют в мультсериале по мотивам игры, а также в более поздних проектах франшизы Super Mario.

## Отзывы критиков
| Сводный рейтинг       | Сводный рейтинг              |
| Агрегатор             | Оценка                       |
| --------------------- | ---------------------------- |
| GameRankings          | 94,44 % (SNES) 92,36 % (GBA) |
| Иноязычные издания    |                              |
| Издание               | Оценка                       |
| AllGame               | [ 2 ]                        |
| Famitsu               | GBA: 34/40                   |
| Game Informer         | 10/10                        |
| GameSpot              | Wii: 8,5/10                  |
| IGN                   | GBA: 9,3/10 VC: 8.5/10       |
| Nintendo Power        | 9/10                         |
| Nintendo Life         | SNES: 10/10 VC: 10/10        |
| Русскоязычные издания |                              |
| Издание               | Оценка                       |
| «Страна игр»          | GBA: 8,5/10                  |

Super Mario World была восторженно встречена критиками, авторы ретроспективных обзоров также оценивали игру очень высоко. Рецензент портала Nintendo Life поставил игре высший балл — 10. Автор отметил высокую реигра́бельность и количество бонусов игры, в связи с чем он отметил удобную функцию сохранения прогресса прохождения, похвалил введение нового элемента — Йоши, который кардинально изменил геймплей (помимо прочего, некоторые секреты можно было получить только при помощи Йоши), однако посетовал, что в игру не попали костюмы из Super Mario Bros 3., назвав эту ситуацию «досадной». Рецензент подытожил статью словами: «По нашему мнению, это лучшая игра серии — огромное количество контента, в сочетании с красивым визуальным рядом и ставшей классической музыкой, помогают становиться Super Mario World одной из величайших игр всех времён». В обзоре портала IGN отмечалась важность успеха игры для популяризации консоли Super Nintendo, отмечалось удобное новшество с ячейкой «запасного предмета» и эволюция стиля игры с вводом динозавра Йоши. Однако, рецензент посетовал на графическое оформление игры, которое создаёт ощущение слегка модернизированной предыдущей части франшизы (Миямото поддерживал это мнение и по его ощущениям графику можно было бы сделать лучше). Также он отметил один из лучших дизайнов уровней за всю историю Nintendo, сравнив его с главным конкурентом игры на тот момент — серией про ежа Соника. В этом сравнении было сказано, что игры хороши каждая по-своему: у Марио более глубокий геймплей, в то время как Соник представляет собой более новый скоростной платформер. Подводя итоги, автор обзора присудил игре 8,5 балла из 10, назвав её величайшем 2D-платформером франшизы про водопроводчика Марио. Тему соперничества франшиз про «водопроводчика» и «ёжика» поднял в своей статье обозреватель журнала Nintendo Power, где сообщил: «я поменяю 96 уровней Марио на 20 уровней Соника». В дополнение отметил, что игра является одним из самых лучших проектов для SNES и присудил ей оценку 9 баллов из 10.
Рецензент сайта Honestgamers.com назвал Super Mario World особенной игрой для поклонников Nintendo, так как большинство из них получило её вместе с приставкой. Автор статьи отметил великое множество способов прохождения игры — «вкупе с системой сохранений, проходить её можно снова и снова, находя новые альтернативные пути». "Как и большинство игр про Марио, она имеет удивительную способность полностью поглотить тебя на долгие часы, дни, недели. Три первые части для NES заставляли забывать нас об окружающем мире — но Super Mario World превзошла их всех в способности ухода от серых будней, с её волшебными мирами, летающими динозаврами и прочими детскими фантазиями. «Возможно, SMB3 могла стать первым настоящим миром Super Mario, но SMW будет миром для вас» — подытожил рецензент, присудив игре 8,5 балла из 10. Портал AllGame оценил игру в пять звёзд из пяти, отмечая высокое качество графики, звукового сопровождения и реигра́бельности. Автор обзора для портала Kotaku назвал дизайн уровней виртуозным — «я представляю Миямото во время создания уровней подобно Моцарту за фортепиано или Хемингуэя в баре», также были отмечены возросшая сложность игры, по сравнению с предшественницами, и большое количество всевозможных секретов; «Super Mario World — шедевр […] Каждый враг, каждое препятствие, каждый аспект игры имеет выраженную индивидуальность. И это делает её особенной». В свою очередь рецензент сайта Канобу отметил, что «первый 16-битный „Марио“ и по сей день остается непревзойденным в плане звука и графики» присудив игре 1-е место в списке «5 лучших 2D-игр про Марио» и подытожив — «игра остается на недосягаемом пике технологий (которые тут уже из 1990-х) и философии игрового дизайна (который все еще из 1980-х)».
Порт игры для сервиса Virtual Console для консоли Wii удостоился лестных отзывов. Так, на портале GameSpot отмечалось, что придраться к эмулированной версии практически не за что — «игра работает примерно так же, как и на SNES», однако, в связи с этим автор обзора посетовал, что по-прежнему присутствует «проблема подтормаживания, когда на экране находятся слишком много врагов». Для полного погружения в процесс публицист посоветовал использовать контроллер от GameCube «так как на нём совпадает расположение кнопок с геймпадом от SNES», и подытожил статью словами: «Конечно, многие игроки уже опробовали эту игру в той или иной форме, будь то оригинал или добротный порт для GBA. […] Но, тем не менее, если вы слишком молоды и всё ещё не знакомы с Super Mario World, Virtual Console — отличный шанс, чтобы попробовать игру прямо сейчас». В статье по случаю выпуска игры на Wii U Морган Слипер, обозреватель профильного сайта Nintendo Life, отмечал следующее: «Те кто всё ещё раздумывают по поводу Super Mario World — качайте не задумываясь. Это вершина 16-битного платформера, краеугольный камень и игровой канон. И самое главное — играть в него сейчас так же весело, как и двадцать лет назад. Если же вы проходили оригинал и вас распирает ностальгия по старым добрым денькам — этот порт отличная возможность освежить воспоминания и вновь окунуться в одну из лучших игр всех времён». Автор присудил игре высший балл — 10, отметив, что она стала золотым стандартом для приключенческих платформеров, и стала «музой» для таких игр как Super Mario 64, Sonic Adventure и Luigi's Mansion.

### Наследие
Super Mario World занимает 17-е место среди «Лучших игр всех времён» на сайте GameRankings — где её рейтинг составляет 94,44 %. Super Mario World заняла восьмое место в списке журнала Nintendo Power «200 лучших игр Nintendo». В свою очередь, редакция журнала Official Nintendo Magazine поставила её на 7-ю строчку рейтинга «100 самых величайших игр Nintendo всех времён», а читатели издания Famitsu присудили игре 61-е место в списке «100 лучших видеоигр». Согласно данным журнала Empire, она заняла первое место в опросе «Величайшая игра всех времён». В 1991 году Super Mario World стала лауреатом награды «Игра года» по мнению редакции журнала Nintendo Power. В 2015 году портал USgamer назвал Super Mario World «лучшим платформером всех времён». В 2016-м году игра заняла 7-е место в списке журнала Game Informer «25 величайших игр SNES всех времён». В 2017-м году редакция российского игрового сайта Канобу поставила Super Mario World на 65-е место своего рейтинга «100 лучших игр по версии Канобу», отметив, что «за всю историю SNES „Super Mario World“ так и не смогли превзойти — ни как плоский платформер, ни как видеоигру вообще. […] Картинка, звук и скорость движения не нуждаются в каких-либо комментариях — они ничуть не устарели 27 лет спустя». Также игра фигурировала в нескольких списках «лучших видеоигр всех времён» нескольких профильных игровых изданий, таких как: Edge, RetroGamer, GameSpot и Nintendo Power.
Продажи Super Mario World составили более 20 млн копий по всему миру, что делает её одной из самых продаваемых видеоигр за всю историю индустрии. Предыдущая игра серии Super Mario Bros. 3 являлась бестселлером, и по этой причине Nintendo, исходя из коммерческих соображений, включила Super Mario World в набор SNES. По мнению обозревателя Скайлера Миллера, игра помогла представить публике новую приставку SNES, которая в последующем была распродана только в США в количестве более 20 млн экземпляров. В ходе опроса, проведенного журналом Kotaku в 2008 году, Йоши занял третье место среди самых популярных игровых персонажей у японских игроков — первое и второе заняли Марио и Клауд Страйф, соответственно.

### Влияние
Менее чем через месяц после выхода игры в Америке, DiC Entertainment выпустила анимационный сериал Super Mario World, который основан на игре, хотя в нём некоторые элементы видеоигры и имена персонажей были изменены. На волне популярности оригинальной игры компания Philips планировала выпустить её клон под названием Super Mario’s Wacky Worlds на своей приставке Philips CD-i, но в итоге проект был отменён из-за низкой популярности консоли.
Йоши стал одним из самых важных персонажей франшизы Марио, он участвовал почти во всех проектах, связанных с серией (включая спин-оффы и спортивные игры). Йоши выступил главным героем продолжения Super Mario World — Super Mario World 2: Yoshi's Island. Популярность этой игры побудила Nintendo выпустить ещё несколько проектов с его участием в качестве основного героя. Также он регулярно появлялся в качестве второстепенного персонажа в других играх франшизы: Super Mario Sunshine, New Super Mario Bros. Wii и Super Mario Galaxy 2. Помимо этого, Йоши является одним из главных действующих лиц в игре Super Mario 64 DS.